# Sowerbyella rhenana
Sowerbyella rhenana es un hongo de la familia Pyronemataceae y del género Sowerbyella. Fue descrito por primera vez por Karl Wilhelm Gottlieb Leopold Fuckel en 1870.
Comúnmente se encuentra en bosques sombríos y húmedos de coigüe.
Se le puede confundir en ocasiones con Aleuria aurantia, pero Sowerbyella rhenana se diferencia por su color y pie.